# Ideopsis tanais
Ideopsis tanais är en fjärilsart som beskrevs av Hans Fruhstorfer 1904. Ideopsis tanais ingår i släktet Ideopsis och familjen praktfjärilar. Inga underarter finns listade i Catalogue of Life.